# Safe
Safe – album zespołu Collage wydany w 1996 roku nakładem wytwórni Ars Mundi. W 2003 Metal Mind Records wydał rozszerzoną wersję remasterowaną.

## Lista utworów
Na albumie znajdują się utwory:
1. The Winter Song – 2:26
2. This Time – 8:15
3. Cages of the Mind I – 0:44
4. Cages of the Mind II – 6:09
5. Stranded – 6:29
6. Eight Kisses – 10:07
7. One of Their Kind – 5:52
8. Safe – 7:28
9. Chanting – 8:07
10. Made Again – 6:30
11. Cages of the Mind III – 6:14
12. I Will Be There – 2:33

Bonus na edycji z 2003 r.:
1. The Winner Takes It All – 9:42[4]

## Twórcy
Twórcami albumu są:
- Robert Amirian – gitara akustyczna, chórki, śpiew
- Mirosław Gil – gitara akustyczna, gitara
- Krzysztof Palczewski – instrumenty klawiszowe
- Wojciech Szadkowski – gitara akustyczna, perkusja
- Piotr Witkowski – gitara basowa

### Gościnnie
- Krzysztof Garbaliński – gitara dwunastostrunowa[3]
- Kamila Kamińska – chórki[3]